# Canadian Dredge & Dock Co. c. La Reine
Canadian Dredge & Dock Co. c. La Reine est un arrêt de principe de la Cour suprême du Canada rendu en 1985 sur la responsabilité pénale des personnes morales.

## Les faits
En 1967-1973, le gouvernement du Canada a lancé une série d'appels d'offres pour des opérations de dragage effectuées dans le fleuve Saint-Laurent et plusieurs des Grands Lacs, pour lesquelles des contrats ont été accordés. On a découvert plus tard qu'un processus de truquage d'offres avait eu lieu.

## Procès
Un procès complexe impliquant vingt accusés a eu lieu. Parmi les défendeurs se trouvaient quatre sociétés (Canadian Dredge & Dock Company, Marine Industries Limited, The JP Porter Company Limited et Richelieu Dredging Corporation Inc.) qui ont été accusées et reconnues coupables d'infractions de fraude et de complot en vertu du Code criminel en vigueur à l'époque.

## Appel
La Cour d'appel de l'Ontario a rejeté tous les appels relatifs aux déclarations de culpabilité.

## Questions en litige
Les défendeurs ont interjeté appel devant la Cour suprême du Canada sur les questions suivantes

« La responsabilité criminelle d'une compagnie, fondée sur l'inconduite d'une personne qui en est l'âme dirigeante, est‑elle altérée du fait que cette personne agit en même temps, en totalité ou en partie, frauduleusement envers la compagnie ou, en totalité ou en partie, pour son propre avantage ou contrairement aux instructions portant qu'elle ne doit pas se livrer à des activités illégales dans le cadre de ses fonctions?
Existe‑t‑il des éléments de preuve qu'une personne, qui est l'âme dirigeante de la compagnie requérante agissait, en totalité ou en partie, frauduleusement envers la compagnie orale pendant la période visée par les actes d'accusations ou agissait, en totalité ou en partie, pour son propre avantage au cours de cette période ou contrairement aux instructions portant qu'elle ne devait pas se livrer à des activités illégales dans le cadre de ses fonctions et, dans l'affirmative, la responsabilité criminelle de la compagnie est‑elle touchée par un ou plusieurs de ces facteurs? »

## Jugement de la Cour suprême
Les pourvois des sociétés sont rejetés.

## Motifs du jugement
Le juge Estey, au nom d'un tribunal unanime, a jugé les quatre sociétés responsables de truquage de l'appel d'offres en vertu de la doctrine de l'identification, qui attribue la responsabilité principale, par opposition à la responsabilité du fait d'autrui, à une société où l'acteur qui a commis l'infraction est l'incarnation de son employeur la société .
Comme ii a fait remarquer :

« [...] l'importance industrielle, commerciale et sociologique des compagnies est maintenant telle qu'il est essentiel qu'elles soient soumises au droit criminel au même titre que les personnes physiques. »

Par conséquent, même dans le cas d'infractions de mens rea, si le tribunal considère que le dirigeant ou l'employé de niveau de gestion constitue un organe vital de l'entreprise et qu'il est pratiquement son âme dirigeante dans l'exercice de ses attributions, de sorte que ses actions et intentions sont l'action et l'intention de l'entreprise elle-même, l'entreprise peut être tenue pénalement responsable.
L'âme dirigeante doit agir dans le cadre de son autorité, c'est-à-dire que ses actions doivent être exécutées dans le secteur de l'entreprise qui lui est assigné. Le secteur peut être fonctionnel ou géographique, ou peut englober l'ensemble de l'activité de l'entreprise.
Cependant, la doctrine ne s'étendra pas aux cas où l'âme dirigeante escroque intentionnellement la société et où ses actes répréhensibles constituent la partie substantielle des activités régulières de son bureau. Ainsi, la doctrine de l'identification ne s'applique que lorsque le ministère public démontre que la mesure prise par l'âme dirigeante :

« a) entrait dans le domaine d'attribution de ses fonctions;
b) n'était pas complètement frauduleux envers la compagnie; et 
c) avait en partie pour but ou pour conséquence de procurer un avantage à la compagnie. »

Dans le présent pourvoi, le ministère public a eu gain de cause. Le juge Estey J a conclu que :

« Ces contrats ont été adjugés par suite de soumissions faites par les âmes dirigeantes respectives des compagnies participantes. La preuve établit de façon incontestable que, grâce au système conçu par leurs âmes dirigeantes respectives, les appelantes ont reçu des avantages qui comprenaient notamment des contrats, des sous‑traitances et des paiements directs et autres. De plus, il est évident que les âmes dirigeantes, auteurs de cette conduite illégale en ont bénéficié elles‑mêmes de différentes façons; notamment elles ont reçu des paiements en argent, des actions des compagnies participantes et d'autres avantages. Il s'agissait en fait d'un plan qui profitait à tous les intéressés à la seule exception des autorités publiques qui ont adjugé les contrats de dragage. Cela étant, on ne peut arriver à une autre conclusion que celle tirée par le juge du procès et la Cour d'appel, savoir quelles âmes dirigeantes agissaient en partie pour l'avantage de leurs employeurs respectifs (les appelantes en l'espèce) et en partie pour leur propre avantage. Par conséquent, dans ces pourvois, il n'existe pas de faits qui permettraient aux compagnies en cause de plaider comme moyen de défense qu'elles n'ont reçu aucun avantage et qu'elles n'étaient pas censées en recevoir. »

## Incidences de l'arrêt
Canadian Dredge a marqué un tournant de la jurisprudence canadienne en matière de responsabilité des entreprises par rapport à celle des autres ressorts territoriaux du Commonwealth, notamment dans Tesco Supermarkets Ltd v Nattrass. Le juge Estey   explique que :

« La doctrine de l'identification réunit le conseil d'administration, le directeur général, le directeur, le gérant et n'importe quelle autre personne ayant reçu une délégation du conseil d'administration à qui est déléguée l'autorité directrice de la compagnie, et la conduite de l'une quelconque des entités ainsi réunies est alors imputée à ladite compagnie. [...]  Une compagnie peut avoir plus d'une âme dirigeante. C'est particulièrement le cas dans un pays comme le Canada où les activités d'une compagnie s'exercent souvent sur une vaste étendue géographique. Les compagnies de transport, par exemple, doivent nécessairement fonctionner par la délégation et la sous‑délégation du pouvoir central; par la division et la sous‑division des centres nerveux; et par la décentralisation par délégation des organes directeurs de l'entreprise. Il se peut que la règle de l'identification appliquée dans l'arrêt Tesco [...] ne corresponde pas à la réalité canadienne, quelque appropriés que nous puissions juger les principes abstraits de droit énoncés dans cet arrêt‑là. »

Elle a cependant confirmé le rejet de la jurisprudence américaine en la matière, qui a favorisé le recours à la doctrine de la responsabilité du fait d'autrui :

« Le concept de la responsabilité du fait d'autrui en matière délictuelle a traditionnellement connu une restriction. En effet, il faut que l'employé agisse "dans le cadre de son emploi" et non pas, pour employer l'expression bien connue, [TRADUCTION]  "uniquement de son propre chef". Toutefois, la théorie de l'identification n'a rien à voir avec le cadre de l'emploi au sens délictuel. »

## Faits subséquents
La doctrine de l'identification a été approfondie dans l'arrêt Rhône (Le) c. Peter A.B. Widener (Le), où le juge Iacobucci a déclaré que :

« Le facteur clé qui permet de distinguer les âmes dirigeantes des employés ordinaires est la capacité d'exercer un pouvoir décisionnel sur les questions de politique générale de la personne morale, plutôt que le simple fait de mettre en œuvre ces politiques dans un cadre opérationnel [...] »

En 2003, le Code criminel a été modifié pour réviser les règles relatives à la responsabilité pénale  notamment afin de :
- étendre la responsabilité aux organisations qui ne sont pas des sociétés,
- faire la distinction entre les infractions impliquant la négligence et celles impliquant d'autres types de fautes, et
- imposer une obligation légale à toute personne qui dirigea le travail d'une autre personne de prendre des mesures raisonnables pour éviter que des lésions corporelles soient infligées à cette personne, ou à toute autre personne, résultant de ce travail ou de cette tâche.